# Brooke Markham
Brooke Markham (Roseburg, 15 febbraio 1988) è un'attrice statunitense.
È nota per aver interpretato il personaggio di Imogen nella serie televisiva Foursome (2016-2017); per aver impersonato la co-protagonista Jess Damon, al fianco di Perry Mattfeld, nella serie televisiva crime commedia drammatica di The CW, In the Dark (2019-2021); per aver interpretato Lucy nella commedia horror diretta da Sung Kang Shaky Shivers (2022)
Brooke Markham è tra i membri fondatori della compagnia teatrale The Wet Mariners. L'attrice è rappresentata dall'agenzia Heroes and Villains e ha come manager Anthony Ippolito.

## Biografia
Figlia di Connie Markham e Patrick Markham, Brooke Markham nasce a Roseburg, cittadina della Contea di Douglas, nell'Oregon, il 15 febbraio 1988. Ha due fratelli, un maschio, Pat Hunt, che svolge l'attività di bodybuilder professionista, e una femmina, Rachelle Carter, divenuta una celebrità radiofonica. Frequenta la Roseburg High School, e, una volta diplomata, si iscrive presso l'Università di Portland. Non si interessa alla recitazione fino a quando non scopre il suo talento in questa arte frequentando il college. Inizialmente non ha alcun interesse nell'intraprendere questa carriera, ma si mette in gioco come attrice, prendendo parte a rappresentazioni teatrali, per stare vicino a un ragazzo di cui è innamorata al college. Ciò la porta a sviluppare il proprio potenziale e decide di iscriversi a un programma di 12 settimane presso lo Stella Adler Studio of Acting e successivamente a un programma di due anni presso la prestigiosa London Academy of Music and Dramatic Art (LAMDA), dove si laurea con un Master of Fine Arts in recitazione. Dopo essersi laureata alla LAMDA, lavora come direttrice di casting statunitensi a Londra.
Il suo primo provino è per il film horror psicologico Friend Request - La morte ha il tuo profilo (Friend Request), diretto da Simon Verhoeven, interpretato da Alycia Debnam-Carey, William Moseley, Connor Paolo e Brit Morgan. Il film, che rappresenta la sua prima grande occasione, viene girato in tre mesi a Città del Capo, in Sudafrica, e le riprese vengono terminate quattro anni prima della sua distribuzione ufficiale nel 2016. Nel 2013 l'attrice compare in un cortometraggio intitolato Rehab, esordendo televisivamente nel 2015, quando compare nella serie televisiva Guidance, dove interpreta il personaggio di Bridget. Fa seguito il film horror, diretto da Raymond C. Lai, Dying to Kill, in cui impersona Jenna, al fianco degli attori Dwayne Perkins, Lynn Chen, Johnny Skourtis e Jon Huck. Nel 2016 è Imogen, personaggio ricorrente della serie televisiva Foursome.
Nel 2017 interpreta il personaggio di Claire nel film commedia Deidra e Laney rapinano un treno (Deidra & Laney Rob a Train), diretto da Sydney Freeland, che ottiene un buon successo al Sundance Film Festival, dove la regista viene candidata come Best of Next!. Nel 2018 recita nel film di Netflix Dude, diretto da Olivia Milch. Lo stesso anno è anche coautrice del libro per bambini Mommy, Why Am I Not A Lion, pubblicato da The Educational Publisher/Biblio Publishing e scritto a sei mani assieme ad Angie Hill e Spencer Markham. Dal 2019 al 2021 è co-protagonista della serie crime commedia drammatica In the Dark, in cui interpreta Jess Damon, una ragazza lesbica, amica d'infanzia e convivente della protagonista, la ragazza cieca Murphy Mason (Perry Mattfeld), e che lavora come veterinaria alla Guiding Hope, organizzazione no profit, fondata dai genitori adottivi di Murphy, che fornisce cani per non vedenti.
Nel 2022 vince un City of Angels Women's Film Festival per il miglior pilota televisivo, grazie alla sceneggiatura da lei scritta per l'episodio pilota Demolition. Nel 2024 è nuovamente al cinema, nel film indipendente A Great Divide, diretto da Jean Shim, dove interpreta il personaggio di Kendra Taylor al fianco degli attori Ken Jeong e Jae Suh Park.

## Vita privata
Brooke Markham è fidanzata con il bassista e chitarrista Jose Rojas, la loro relazione è di pubblico dominio e Brooke pubblica regolarmente immagini della coppia sui suoi social.
Il patrimonio personale dell'attrice è stimato sui 6 milioni di dollari, denaro guadagnato grazie alle sue partecipazioni a film e serie televisive.

## Filmografia

### Attrice

#### Cinema
- Rehab, regia di Audrey Cooke - cortometraggio (2013)
- Friend Request - La morte ha il tuo profilo (Friend Request), regia di Simon Verhoeven (2016)
- Affirmations, regia di Matt Shepherd - cortometraggio (2016)
- Dying to Kill, regia di Raymond C. Lai (2016)
- Deidra e Laney rapinano un treno (Deidra & Laney Rob a Train), regia di Sydney Freeland (2017)
- Dominique's Baby, regia di Joseph Ruggieri - cortometraggio (2017)
- Ember, regia di John Redlinger - cortometraggio (2017)
- Dude, regia di Olivia Milch (2018)
- The Final Girl Returns, regia di Alexandria Perez - cortometraggio (2019)
- Shaky Shivers, regia di Sung Kang (2022)
- A Great Divide, regia di Jean Shim (2024)

#### Televisione
- Guidance - serie TV, episodi 1x01-1x02 (2015)
- Friend Request: Meet the Cast - film TV (2016)
- Friends Forever: Making Friend Request - film TV (2016)
- Foursome - serie TV, 16 episodi (2016-2017)
- Cassandra French's Finishing School - serie TV, 8 episodi (2017)
- A Kid Called Mayonnaise - serie TV, episodi sconosciuti (2017)
- In the Dark - serie TV, 39 episodi (2019-2021)
- Swiss and Lali Hijack Hollywood - serie TV, episodio 1x10 (2021)
- Beyond the Dark - serie TV, episodio 1x08 (2022)

### Produttrice

#### Cinema
- Ember, regia di John Redlinger - cortometraggio (2017)
- The Final Girl Returns, regia di Alexandria Perez - cortometraggio (2019)
- Sis, regia di Brooke Markham - cortometraggio (2024)

#### Televisione
- Beyond the Dark - serie TV, episodio 1x08 (2022)

### Regista
- Sis - cortometraggio (2024)

### Sceneggiatrice
- Ember, regia di John Redlinger - cortometraggio (2017)
- Sis, regia di Brooke Markham - cortometraggio (2024)

## Trasmissioni televisive
- Made in Hollywood - talk-show (2023) - ospite

## Radio
- Stoner Origin Stories - podcast, episodio 1x03 (2023)

## Libri
- (EN) Angie Hill, Spencer Markham e Brooke Markham, Mommy, Why Am I Not A Lion, The Educational Publisher/Biblio Publishing, 2018, ISBN 978-1622494439.

## Riconoscimenti
- City of Angels Women's Film Festival
  - 2022 - Miglior pilota televisivo per Demolition[2][5]
- The Streamy Awards
  - 2016 - Candidatura al miglior cast in una webserie per Foursome (condiviso con Meghan Falcone, Jenn McAllister, Logan Paul e Rickey Thompson)

## Doppiatrici italiane
Nelle versioni in italiano delle opere in cui ha recitato, Brooke Markham è stata doppiata da:
- Letizia Ciampa in In the Dark
- Benedetta Degli Innocenti in Friend Request - La morte ha il tuo profilo
- Giorgia Locuratolo in Deidra & Laney Rob a Train